# Rīgas Vagonbūves Rūpnīca

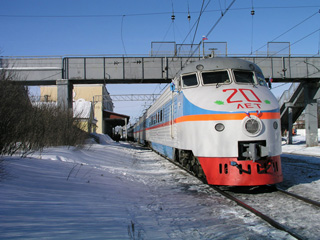
Höghastighetståget ER200

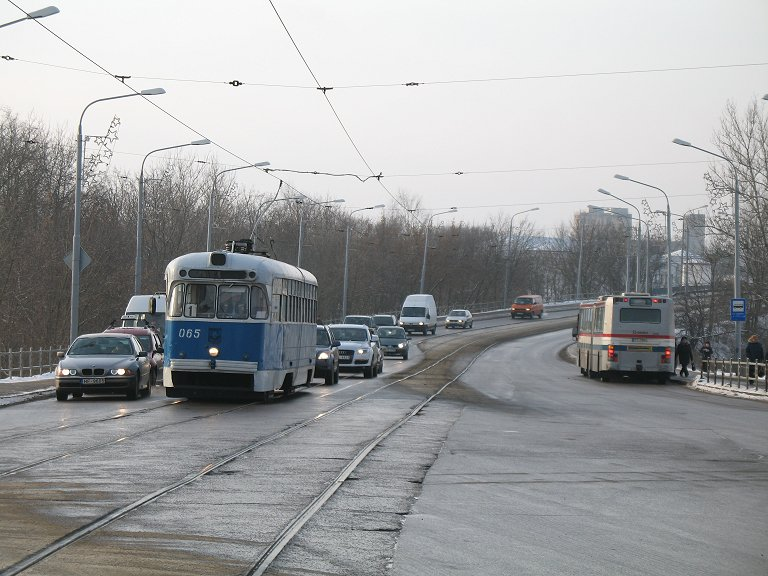
Spårvagn modell RVZ-6M2 i Daugavpils

Rīgas Vagonbūves Rūpnīca (RVR), på svenska ungefär Rigas vagnbyggnadsfabrik, var en av Lettlands största tillverkare av spårfordon.
Fabriken grundades ursprungligen under namnet "Fenix" 1885 av den ryske affärsmannen Oscar Freywirth. Fabriken byggde järnvägsvagnar, spårvagnar, bussar, lastbilar och personbilar. Under perioden 1937-1940 licensbyggde man bilar för Ford . Under Sovjettiden byggdes spårvagnar, dieseldrivna tåg och elektriska tåg för hela Sovjetunionen. Bland annat byggdes eltågen ER1, ER2, ER7 och ER9, vilka fortfarande är i trafik i en del länder. Likaså byggdes höghastighetståget ER200 på fabriken (1973-1974). 
År 2001 blev fabriken en del av holdingbolaget Felix Holding. Man lämnade anbud på drift-, underhålls- och ombyggnadskontrakt för de fordon man tidigare tillverkat, men konkurrensen var hård. Efter att ägarskapet flera gånger ändrat struktur under en följd av år gick företaget i konkurs 2017.

## Fotogalleri

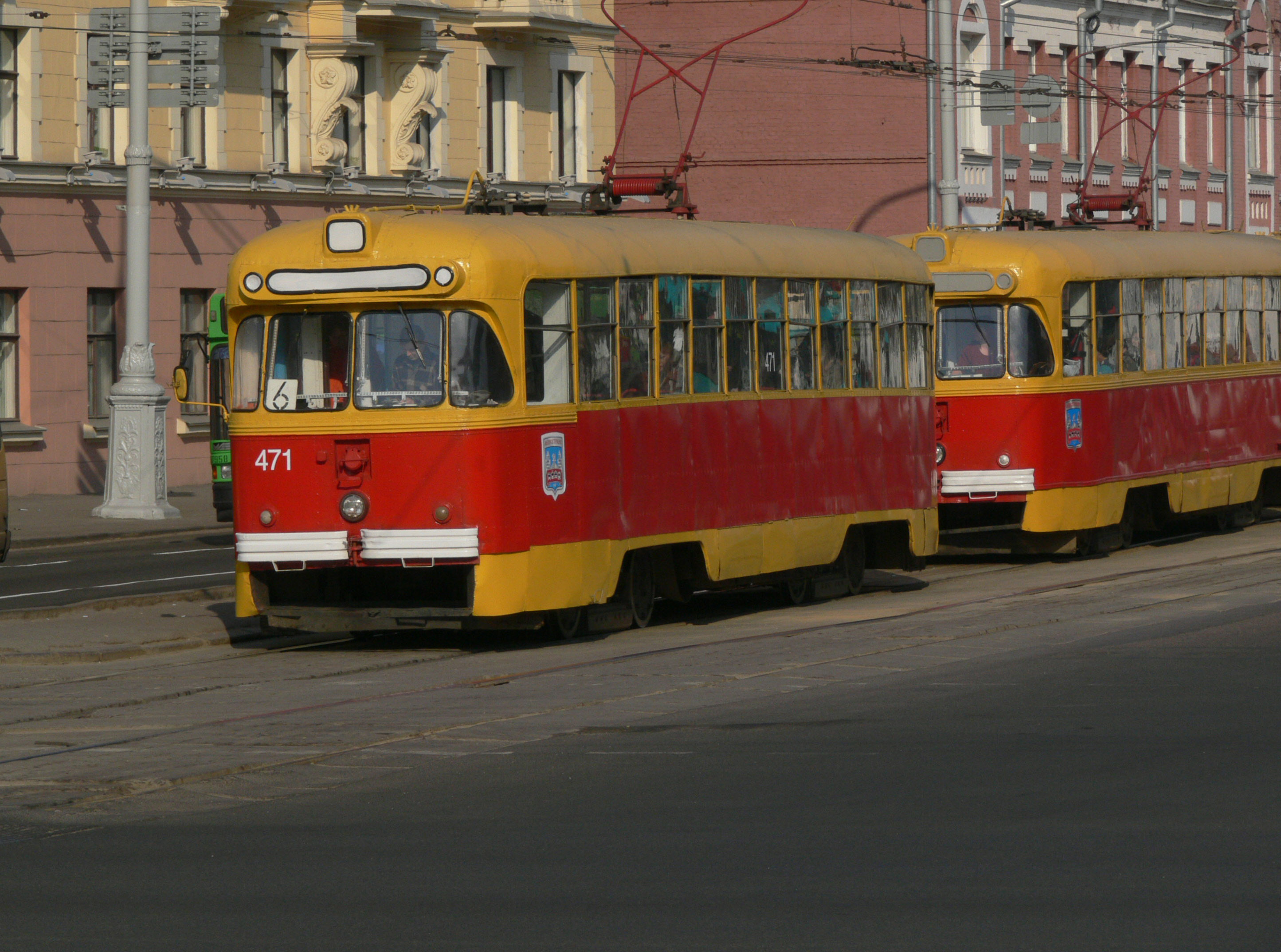
Spårvagn modell RVZ-6M2 i Minsk
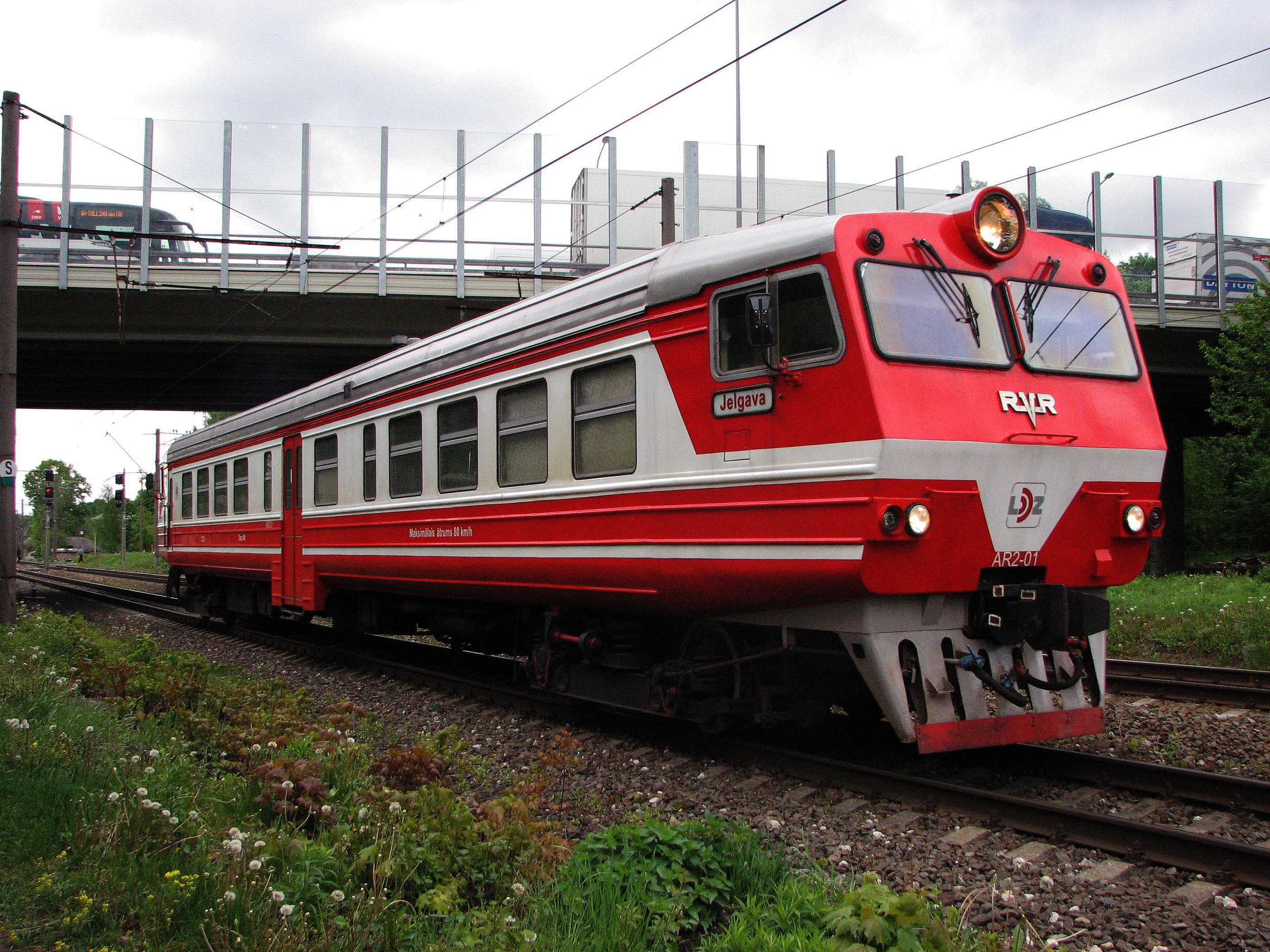
Rälsbuss
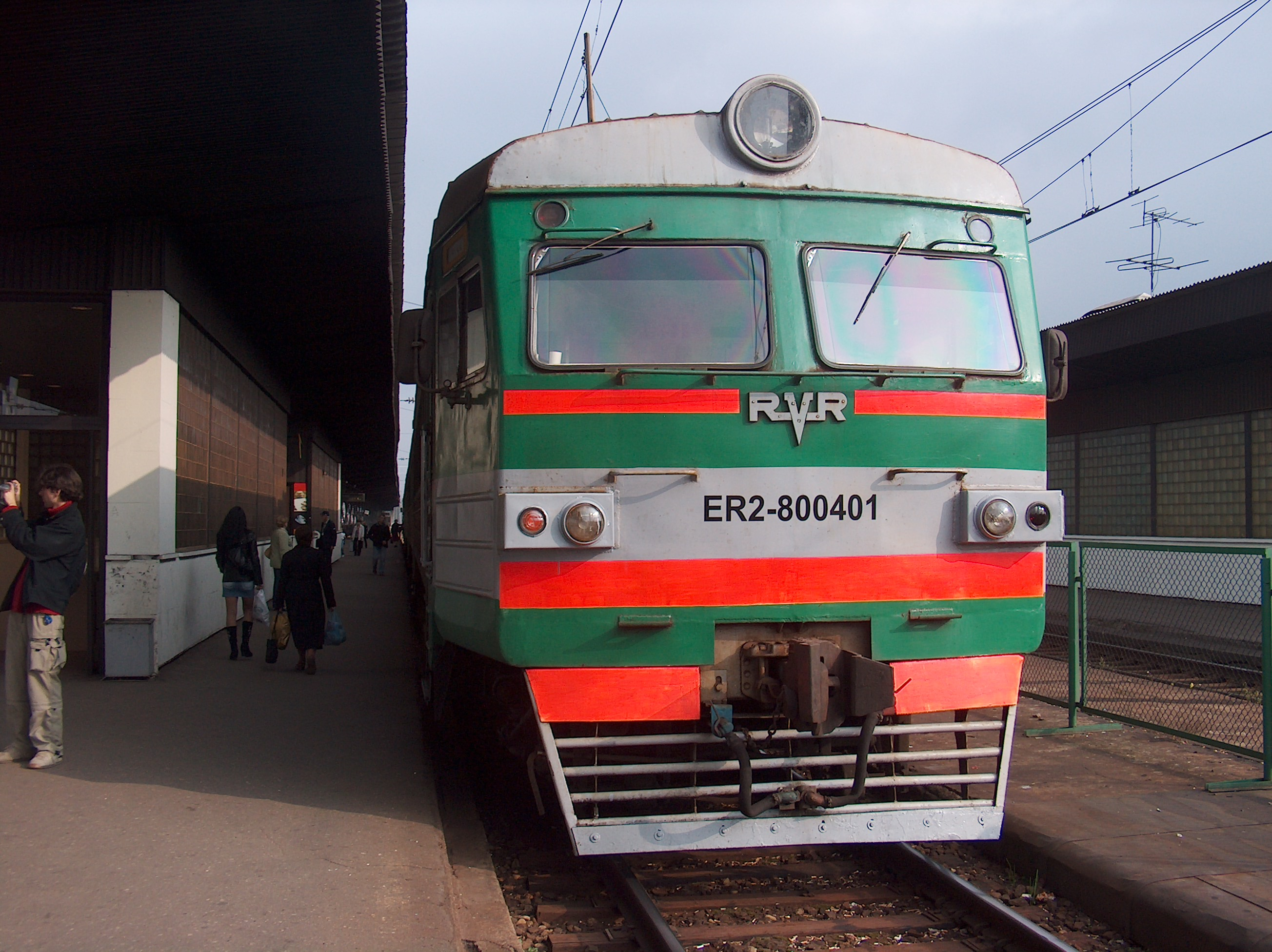
Lokaltåg modell ER2 på Rigas centralstation, 2006
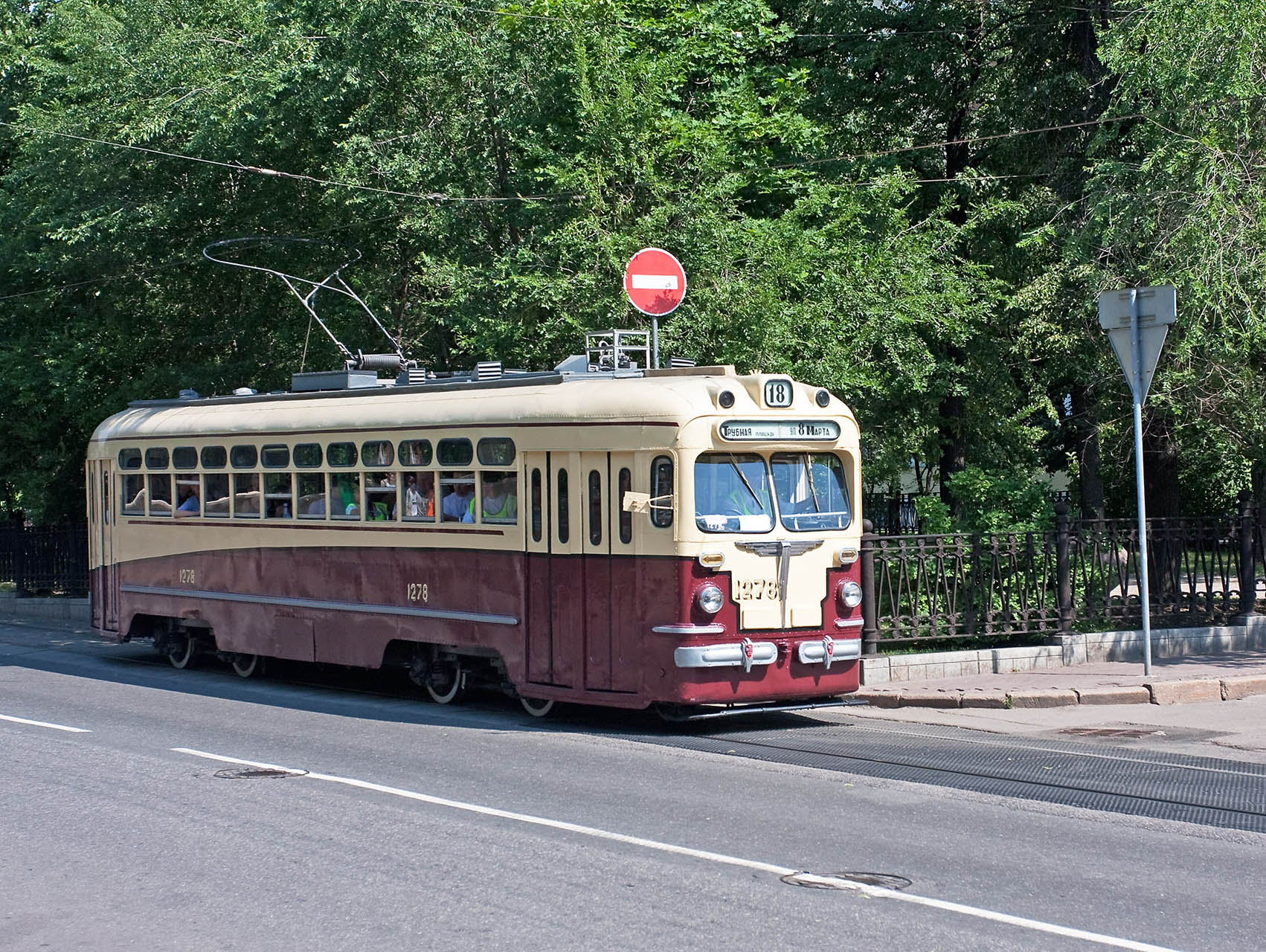
Veteranspårvagn modell MTV-82 i Moskva